# Angelo Rodinò
Angelo Rodinò (Cairo Montenotte, 23 luglio 1863 – Genova, 13 maggio 1961) è stato un generale italiano, decorato con la Croce di Cavaliere dell'Ordine militare di Savoia durante il corso della prima guerra mondiale.

## Biografia
Nacque a Cairo Montenotte il 23 luglio 1863. Arruolatosi nel Regio Esercito all'età di sedici anni, nel 1882 risultava sottotenente, assegnato all'arma di fanteria. Promosso tenente, nel 1893 risultava in servizio nel 44º Reggimento fanteria della Brigata Parma, allora al comando del maggior generale Giacinto Duboin.  Trasferito al Regio corpo truppe coloniali d'Eritrea, partecipò alla guerra d'Abissinia come tenente del 36º Battaglione fanteria. Il 1 marzo 1896 prese parte alla battaglia di Adua che vite le forze italiane al comando del generale Oreste Baratieri contrapposte all'armata abissina guidata dal Negus Menelik II. Nel 1898 era in servizio, con il grado di capitano, presso l'8º Reggimento fanteria della Brigata Cuneo, allora al comando del tenente generale Ippolito Sanguinetti.
All'atto dell'entrata in guerra del Regno d'Italia, avvenuta il 24 maggio 1915, si trovava in servizio, con il grado di tenente colonnello, presso il 31º Reggimento fanteria. 
Durante un attacco alle trincee nemiche, avvenuto il 2 luglio 1915, rimase seriamente ferito mentre al comando del suo battaglione guidava i suoi uomini.  Dapprima una scheggia di shrapnel lo colpì ad una gamba immobilizzandolo, e mentre sul campo di battaglia dirigeva il combattimento, una pallottola lo colpì ad un braccio, e dovette essere allontanato dalla linea del fuoco, venendo successivamente ricoverato presso un ospedale di Reggio Emilia per ricevere le cure del caso. Per questo venne decorato con una Medaglia d'argento al valor militare.
Promosso maggiore generale il 2 marzo 1917, gli viene assegnato il comando della Brigata Pesaro. Il 24 ottobre 1917 l'esercito austro-ungarico, coadiuvato dalle forze tedesche, lanciò un massiccio attacco che portò alla disfatta di Caporetto. La Brigata Pesaro si trovava a riposo e il giorno 27 fu rimandata in linea, schierata sulla linea Grafemberg-Monte Fortin-Medea a protezione dei ripiegamento del Regio Esercito. Il 15 giugno 1918 alla testa della sua brigata si distinse nel bloccare l'offensiva austriaca nota come battaglia del solstizio nella zona della Val Cesilla. Per questo fatto venne insignito della Croce di Cavaliere dell'Ordine militare di Savoia. Lasciò il comando dell'unità il 30 agosto 1918, sostituito dal maggior generale Carlo Castellazzi, offrendo all'atto della partenza un buono del tesoro ad ogni soldato della brigata che aveva combattuto in trincea.
Il 25 novembre 1918 il consiglio comunale di Pesaro gli conferì la cittadinanza onoraria per alte benemerenze verso la patria acquistate nelle eroiche azioni dello Zebio, del Sober, dell'Isonzo, dell'Asolone e del Monte Grappa. Nello stesso anno viene nominato Ufficiale dell'Ordine della Corona d'Italia. Tra la fine della guerra e il dicembre 1918 fu commissario del distretto politico di Gorizia, avendo duri scontri con le autorità jugoslave che si lamentarono più volte del suo comportamento. 
Il 20 gennaio 1919 il generale Lombardi comandante del VI Corpo d'armata lo decorò con medaglia d'oro per avere onorato l'Armata quale comandante della Brigata Pesaro. L'11 ottobre 1919 Giargio V, Re di Gran Bretagna e Irlanda, a mezzo del suo ministro Winston Churchill, lo nominò membro onorario del Distinguished Service Order. Nel 1920 divenne comandante della Divisione militare territoriale di Piacenza. Nello stesso anno lo troviamo "primo attore contro il nemico interno che infesta l'Italia; è riferimento alla tentata rivoluzione dell'anarchico internazionale Enrico Malatesta.
Nel 1932 egli chiese di essere collocato nella riserva non approvando la disparità di trattamento economico tra gli alti ufficiali e gli ufficiali inferiori in quanto entrambi in egual misura avevano onorato la Patria. Nonostante l'invito rivoltogli da re Vittorio Emanuele III, che gli offrì anche la carica di senatore, non ritornò sulla sua decisione.
Il 29 ottobre 1939 fu nominato Commendatore dell'Ordine coloniale della Stella d'Italia. Si spense a Genova il 13 maggio 1961.

### Annotazioni
1. ↑  Così come risulta da una lettera indirizzata a Re Vittorio Emanuele III.

### Fonti
1. 1 2 3 4 5 6 7 8 9 10 11 12 13 14 15 16 17  Cairo Montenotte.
2. ↑   Annuario militare del Regno d'Italia, 1893,  p. 563. URL consultato il 21 settembre 2020.
3. ↑   Annuario militare del Regno d'Italia, 1898,  p. 274. URL consultato il 7 gennaio 2021.
4. 1 2  L'illustrazione della guerra e la stampa sportiva n.31, del 1 agosto 1915, p. 8.
5. ↑  Ministero della Guerra 1935, p. 219.
6. 1 2  Ministero della Guerra 1935, p. 4.
7. ↑  Ministero della Guerra 1935, p. 6.
8. ↑  Ministero della Guerra 1935, p. 14.
9. ↑  Ministero della Guerra 1935, p. 15.
10. ↑  Ferrari, Degrassi, Iancis 2011, p. 444.
11. ↑  Quirinale - scheda - visto 2 gennaio 2009
12. ↑   Bollettino ufficiale delle nomine, promozioni e destinazioni negli ufficiali e sottufficiali del R. esercito italiano e nel personale dell'amministrazione militare, 1921,  p. 1139. URL consultato il 21 settembre 2020.
13. ↑  Gazzetta Ufficiale del Regno d'Italia n.3 del 5 gennaio 1910, pag.48.
14. ↑   Bollettino ufficiale delle nomine, promozioni e destinazioni negli ufficiali e sottufficiali del R. esercito italiano e nel personale dell'amministrazione militare, 1918,  p. 91. URL consultato il 29 settembre 2020.